# Pain d'épices

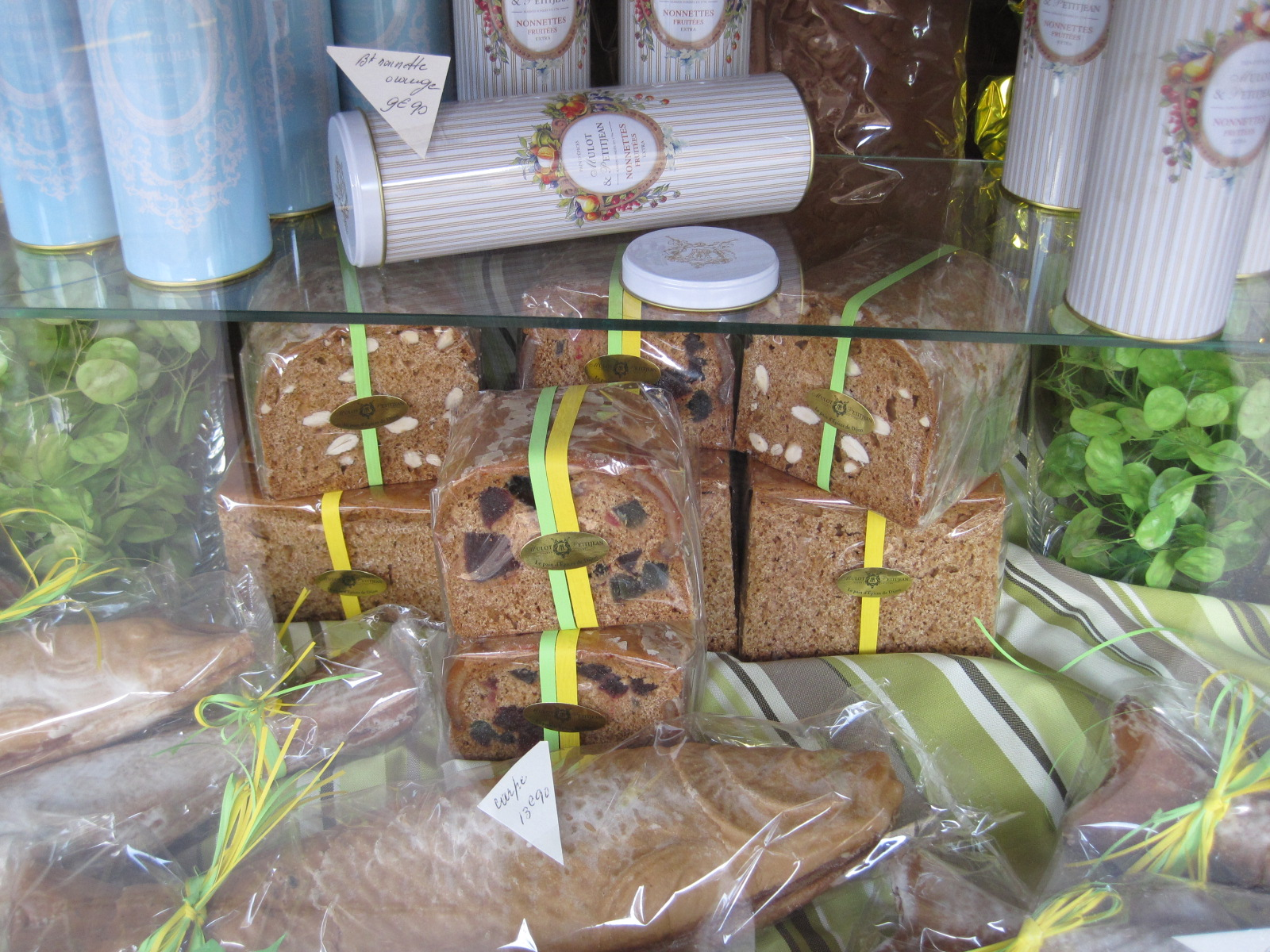
Pain d'épice in un negozio di Digione

Il Pain d'épices (cioè "Pan speziato") è un dolce tipico della cucina francese.
È originario della città di Gertwiller in Alsazia. Il Pain d'épices (in inglese 'gingerbread'), a volte tradotto come pan di zenzero, è un pane fatto in Francia con una gran quantità di miele e alcune spezie tra cui anice ed eventualmente anche lo zenzero. Il pain d'épices che viene da Dijon ha un'ottima reputazione  (sotto il nome: pain d'épices de Dijon o pain d'épices tipo Dijon), sebbene la capitale del Pain d'épices sia la città di Gertwiller in Alsazia , dove è presente anche un museo , il "Museo del Pain d'epices et de l'Art Populaire Alsacien".
In Francia, la pubblicità di un marchio che produce il dolce, citava una canzone divenuta molto popolare: «Prosper, youp la boum! C’est le roi du pain d'épices ... ». In Francia, sia la sua preparazione che i suoi ingredienti sono regolati dal sindacato "Syndicat National de la Biscuiterie Française".